# Myrmosicarius crudelis
Myrmosicarius crudelis är en tvåvingeart som beskrevs av Borgmeier 1928. Myrmosicarius crudelis ingår i släktet Myrmosicarius och familjen puckelflugor. Inga underarter finns listade i Catalogue of Life.